# Dinoptera minuta criocerina
Dinoptera minuta criocerina es una subespecie de escarabajo longicornio del género Dinoptera, tribu Rhagiini, subfamilia Lepturinae. Fue descrita científicamente por Bates en 1873.
La especie se mantiene activa durante los meses de abril, mayo, junio y julio.

## Descripción
Mide 5-8 milímetros de longitud.

## Distribución
Se distribuye por Japón.